# Carlo Aldini
Pour les articles homonymes, voir Aldini.
Carlo Aldini, né le 6 mai 1894 à Pieve Fosciana et mort le 21 mars 1961  à Bologne (Italie), est un acteur, producteur de cinéma et réalisateur italien. Il a également été un athlète dans son enfance.

## Biographie
Carlo Aldini est né à Pieve Fosciana mais est élevé à Bologne. Enfant, il fréquente le club de gymnastique Virtus et remporte des compétitions dans les différents sports. A 15 ans, il est champion régional d'Émilie-Romagne en lutte, boxe et saut. En 1914 et 1915, il remporte le championnat national de lutte, tandis qu'en 1916 il gagne au pentathlon.
Dans les années 1910, les studios italiens sont à la recherche d'hommes athlétiques et découvrent Carlo Aldini. En 1920, il joue dans son premier film : La 63 - 7157 de Salvo Alberto Salvini. Il se met alors à enchaîner les tournages, notamment dans des films historiques tel que Ajax (1921), Le perle di Cleopatra (1922), Un drôle de Coco (1923).
Carlo Aldini quitte l'industrie du cinéma italien en crise pour rejoindre l'Allemagne. Il est bien accueilli et interprète le rôle d'Achille dans le film Hélène de Troie (1924). Il joue dans plusieurs autres films allemand et réalise son unique film Im Kampf mit der Unterwelt en 1930. Il joue dans ses deux derniers films en 1934, Carlo, Tempo et Carlos schönstes Abenteuer, sous la direction de Phil Jutzi.
En 1943, il revient à Bologne. Sa parfaite connaissance de l'allemand lui permet de devenir un médiateur lors de la retraite d'Italie de l'armée allemande en avril 1945. Tous les Allemands venaient donc chez lui déposer les armes.
A Bologne, en 1945, il rencontre Emilia Cella avec qui il se marie.
Il meurt en 1961 dans un hôpital de Bologne des suites d'une maladie.

## Filmographie

### Comme acteur
- 1920 : La 63 - 7157 de Salvo Alberto Salvini
- 1921 : Il segreto della Diamond & C. de Giuseppe Guarino
- 1921 : Ajax, court-métrage de Luigi Romano Borgnetto
- 1921 : Tetuan, il galeotto detective de Luigi Romano Borgnetto
- 1921 : Il più celebre ladro del mondo de Raimondo Scotti
- 1922 : I conquistatori del mondo de Guido Brignone
- 1922 : Il segreto del morto de Luigi Romano Borgnetto
- 1922 : Per guadagnare cento milioni de Mario Roncoroni
- 1922 : Le perle di Cleopatra de Guido Brignone
- 1923 : Un drôle de Coco (La fuga di Socrate) de Guido Brignone
- 1924 : Hélène de Troie (Helena) de Manfred Noa : Achille
- 1924 : Gentleman auf Zeit de Karl Gerhardt
- 1924 : Dreiklang der Nacht de Karl Gerhardt : Alf Julsrud
- 1925 : Nick, der König der Chauffeure de Carl Wilhelm : Chauffeur Nick
- 1926 : Der Kampf gegen Berlin de Max Reichmann : Mac Nilson
- 1926 : Jagd auf Menschen de Nunzio Malasomma : Frank Holmar
- 1927 : Einer gegen alle de Nunzio Malasomma
- 1927 : Der Mann ohne Kopf de Nunzio Malasomma : Freddy Hillock / John
- 1928 : Dva pekelné dny de William Karfiol : Carlo Green
- 1929 : Die Abenteurer G.m.b.H. de Fred Sauer : Pierre Lafitte
- 1929 : Das verschwundene Testamant de Rolf Randolf : Boxer Frank Ward
- 1930 : Pancérové auto de Rolf Randolf : Charly Allan
- 1930 : Wer hat Bobby gesehen? de Rolf Randolf
- 1930 : Im Kampf mit der Unterwelt de Carlo Aldini : Carlo
- 1934 : Carlo, Tempo, court-métrage de Phil Jutzi : Carlo Aldi
- 1934 : Carlos schönstes Abenteuer, court-métrage de Phil Jutzi : Carlo Alti, un sportif

### Comme réalisateur
- 1930 : Im Kampf mit der Unterwelt

### Comme producteur
- 1926 : Jagd auf Menschen de Nunzio Malasomma
- 1927 : Einer gegen alle de Nunzio Malasomma
- 1927 : Der Mann ohne Kopf de Nunzio Malasomma
- 1930 : Im Kampf mit der Unterwelt de Carlo Aldini